# Rhyacophila fasciata
Rhyacophila fasciata là một loài Trichoptera trong họ Rhyacophilidae. Chúng phân bố ở miền Cổ bắc.

## Hình ảnh

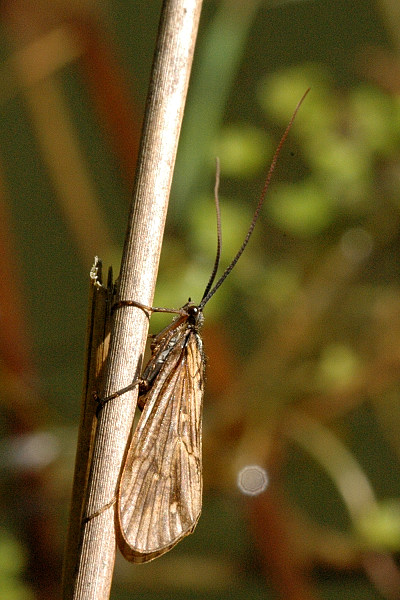
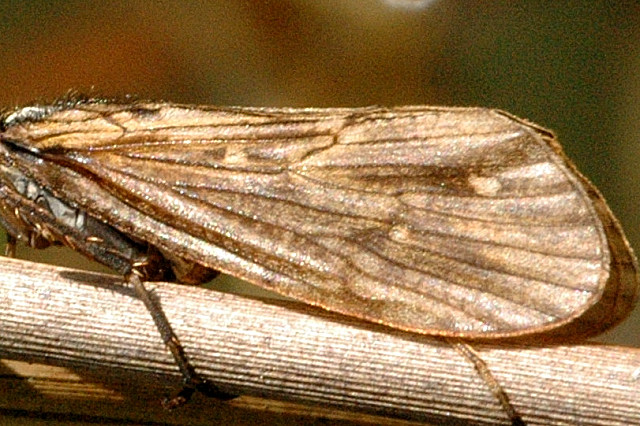